# Панов Олексій Борисович
Олексій Борисович Панов (15 жовтня 1914, Сиром'ятникове — 12 вересня 1944) — радянський військовий льотчик, гвардії полковник. Герой Радянського Союзу (посмертно).

## Біографія
Народився 15 жовтня 1914 року в селі Сиром'ятниковому Путивльського повіту Курської губернії Російської імперії (нині Конотопський район Сумської області, Україна) у селянській сім'ї. Росіянин. Закінчив початкову школу на батьківщині, потім 7 класів у місті Конотопі та школу фабрично-заводського учнівства при паровозоремонтному заводі. Працював столяром-червонодеревником. У 1932 році вступив до Київського державного університету. У 1934 році покинув навчання в університеті і за комсомольською путівкою вирушив до 8-ї Одеської військової авіаційної школи імені Поліни Осипенко, яку закінчив 1936 року.
У березні—серпні 1938 року на боці республіканських військ брав участь у Громадянській війні в Іспанії, зокрема у боях під Ебро і Мадридом. Виконав 10 бойових вильотів, був важко поранений.
Член ВКП(б) з 1939 року. У 1939 році вступив до Військової академії командного і штурманського складу Військово-повітряних сил Робітничо-селянської Червоної армії імені Миколи Жуковського, яку закінчив у 1941 році.
На фронтах німецько-радянскої війни з червня 1941 року. Воював на Ленінградському, Волховському, Калінінському, Західному, Південно-Західному, Степовому, Північно-Західному, 1-му Білоруському фронтах. У 1944 році обіймав посаду командира 67-го гвардійського винищувального авіаційного полку 273-ї винищувальної авіаційної дивізії 6-го винищувального авіаційного корпусу 16-ї повітряної армії Центрального фронту. Загалом здійснив 241 успішний бойовий виліт, у 41 повітряному бою збив 7 літаків противника особисто та 8 у групі. 12 вересня 1944 року у повітряному бою був важко поранений і загинув під час вимушеної посадки літака. Похований у Польщі.

## Відзнаки
Нагороджений:
- орденом Леніна (23 лютого 1945), чотирьма орденами Червоного Прапора (22 лютого 1939; 20 квітня 1942; 30 травня 1943; 6 липня 1944), орденами Олександра Невського (24 серпня 1943), Вітчизняної війни I-го ступеня (12 грудня 1942), Червоної Зірки (26 лютого 1942)[1];
- медалями «За оборону Сталінграда» (9 січня 1943), «За оборону Ленінграда» (31 липня 1944), «За оборону Москви» (12 серпня 1944), «За бойові заслуги» (3 листопада 1944)[1].

Звання Героя Радянського Союзу присвоєно посмертно 23 лютого 1945 року.

## Вшанування
- У селі Грузькому Конотопського району на честь Олексія Панова встановлений пам'ятний знак[2];
- У Конотопі, на фасаді будівлі Конотопського вищого професійного училища по вулиці Даніеля Моріса, № 1, Олексію Панову встановлено меморіальну дошку[3].